# Godinești (okręg Gorj)
Godinești – wieś w Rumunii, w okręgu Gorj, w gminie Godinești. W 2011 roku liczyła 991 mieszkańców.